# 노부나가의 야망 게임보이판 2
《노부나가의 야망 게임보이판 2》(일본어: 信長の野望 ゲームボーイ版2)는 1999년 4월 9일에 발매된, 코에이의 게임보이 컬러용 소프트이다. 타이틀은 '게임보이판 2'이며 《전국군웅전》을 베이스로 하고 있다.
전작인 《노부나가의 야망 게임보이판》과 비교하면, 등장하는 무장은 400명으로 증가했고, 시나리오도 1560년 '군웅할거(群雄割拠)', 1582년 '노부나가의 야망(信長の野望)'의 2개 중에서 선택할 수 있게 되었다. 등장하는 무장의 얼굴 그래픽은 주로 《노부나가의 야망 천상기》의 것이 사용되었다. 또, 전작에서는 2인 플레이를 하려면 게임보이 본체와 카트리지 각각 2개씩과 통신 케이블이 필요했지만, 본작에서는 자신의 담당 다이묘의 턴이 돌아올 즈음에 한 세트의 게임보이 본체 카트리지를 서로 번갈아서 돌아가며 즐길 수 있게 되어 있다.
무장이 모략을 사용하여 그 결과 잡히면, 첫 번째는 해방시키는 것, 두 번째 이후는 참수하는 것이 빈발하기 때문에, 중반 이후에는 빈 땅이 눈에 띄게 되는(다이묘가 사용하면 목이 잘린다) 방법이 있다.
본작의 베이스가 되는 《전국군웅전》과 마찬가지로 「야마시로국에 노부나가가 있고, 소수의 병사 밖에 없다」「단바국에 아케치 히데미쓰가 있다」라는 두 가지 조건을 만족하면, 일정의 확률로 혼노지의 변 이벤트가 발생한다.